# Ro'im Rachok
Ro'im Rachok (en hebreu: רואים רחוק‎ ; lit. «mirant endavant») és un programa innovador dissenyat per formar adolescents amb trastorn de l'espectre autista (TEA) en professions requerides per les Forces de Defensa d'Israel i el mercat civil. Als adolescents qualificats que vulguin ser voluntaris per prestar servei a les forces armades o integrar-se en el mercat laboral, se'ls ensenyen professions per a les quals tenen un avantatge comparatiu.
Els primers graduats del programa van aprendre a analitzar fotografies aèries i de satèl·lit en cooperació amb la «Unitat 9900». Posteriorment el programa es va expandir i actualment entrena per a professions com el programari QA, la classificació d'informació electro-òptica i electrònica. Els soldats serveixen en més de 10 unitats a les Agències d'Intel·ligència d'Israel, la Força Aèria Israeliana i més. El 2016 el programa havia format uns 50 individus.
El programa es realitza amb la col·laboració de Beyond the Horizon (Companyia de Caritat) i Ono Academic College.

## Història
Ro'im Rachok va ser fundada el 2013 per dos veterans del Mossad que es van adonar que certes persones amb trastorn de l'espectre autista podrien tenir una gran habilitat per passar llargues hores analitzant fotografies de reconeixement aeri i recollint petits detalls. A més dels seus beneficis militars, hi ha beneficis socials per al programa. El servei militar és obligatori a Israel per a gairebé tots els ciutadans, però els adolescents amb trastorn de l'espectre autista estan exempts. Això constitueix una barrera per al progrés en les seves vides, ja que el servei militar és un pas important en la societat israeliana per als homes joves, tant simbòlicament com professionalment.
Actualment, els militars israelians observen cada cop més a persones amb autisme d'alt funcionament com a potencialment útils. En lloc d'obligar els individus a romandre inscrits per la norma de tres anys, Ro'im Rachok dona als individus l'opció d'incorporar-se a l'exèrcit en períodes d'un any una vegada que es completa la seva formació inicial de tres mesos. Quan s'incorporen, els soldats van acompanyats d'un terapeuta, així com un psicòleg per al seu propi benefici, així com per donar cabuda a algunes barreres socials que es poden trobar amb els seus caps i col·legues.
El programa també ajuda a preparar adolescents autistes per als seus futurs amb formació sobre com afrontar situacions variables relacionades amb la seva vida civil, com el transport públic. El programa també ajuda a preparar persones per a futures carreres en camps i carreres tecnològiques. Roim Rachok té com a objectiu utilitzar les habilitats de persones amb trastorn de l'espectre autista, així com acabar amb l'estigma que envolta l'autisme.